# Patrik Jönsson (fotbollsspelare)
Patrik Jönsson, född 8 april 1982 i Norrköping, är en svensk före detta fotbollsspelare i IFK Norrköping som även är rektor för den idrottsinriktade friskolan Jönsbergska skolan i Norrköping. 
Jönsson har arbetat som gymnastiklärare på Råsslaskolan och Uttersbergsskolan i Krokek och Vittrautbildningen i Röda stan.